# جونیور شامادو
جونیور شامادو (انگلیسی: Junior Tchamadeu؛ زادهٔ ۲۲ دسامبر ۲۰۰۳) بازیکن فوتبال اهل بریتانیا است.
از باشگاه‌هایی که در آن بازی کرده است می‌توان به باشگاه فوتبال کولچستر یونایتد و باشگاه فوتبال استوک سیتی اشاره کرد.
وی همچنین در تیم ملی فوتبال کامرون بازی کرده است.